# Göran Hermerén
Göran Hermerén, född 5 september 1938 i Stockholm, är en svensk filosof, professor emeritus i medicinsk etik vid Lunds universitet, samt målare och tecknare. Han är son till Harry Hermerén.
Hermerén blev filosofie kandidat 1961, filosofie licentiat 1964 och filosofie doktor 1969, allt vid Lunds universitet. Han blev 1970 professor i filosofi och vetenskapsteori vid Umeå universitet, 1975 efterträdde han Manfred Moritz som professor i praktisk filosofi vid Lunds universitet och 1991 blev han professor i medicinsk etik vid Lunds universitet.
Hermerén har haft flera internationella och nationella uppdrag, bland annat som ordförande för Vetenskapsrådets etiska kommitté, och har varit medlem i flera statliga kommittéer, bland annat avseende organdonationer. Han medverkade även i Nationalencyklopedin med flera artiklar och var ansvarig expert för artiklar om filosofi, estetik och etik. Hermerén medverkade i programmet Fråga Lund tillsammans med latinisten Birger Bergh, historikern Sven Tägil och fysikern Bodil Jönsson.
Hermerén utbildade sig till konstnär på Gerlesborgsskolan och har haft flera separatutställningar, samt deltagit i samlingsutställningar. Han finns representerad i offentliga samlingar i Eslövs kommun, Teckningsmuseet i Laholm och Lomma kommun. Sedan år 2008 är han ålderman i Lukasgillet i Lund.

## Utmärkelser och ledamotskap
- H. M. Konungens medalj i guld av 8:e storleken i Serafimerordens band (Kon:sGM8mserafb 2021) för betydande insatser inom det moralfilosofiska forskningsområdet[4]
- Ledamot av Vetenskapssocieteten i Lund (LVSL, 1976)[5]
- Ledamot av Academia Europaea (1989)[6]